# Amblyseius comatus
Amblyseius comatus är en spindeldjursart som beskrevs av Edward A. Ueckermann och Loots 1988. Amblyseius comatus ingår i släktet Amblyseius och familjen Phytoseiidae. Inga underarter finns listade i Catalogue of Life.